# Syv Sogn
Syv Sogn er et sogn i Roskilde Domprovsti (Roskilde Stift).
I 1800-tallet var Syv Sogn anneks til Gadstrup Sogn. Begge sogne hørte til Ramsø Herred i Roskilde Amt. Gadstrup-Syv sognekommune blev ved kommunalreformen i 1970 indlemmet i Ramsø Kommune, der ved strukturreformen i 2007 indgik i Roskilde Kommune.
I Syv Sogn ligger Kirke Syv Kirke.
I sognet findes følgende autoriserede stednavne:
- Favrbjerg (areal)
- Kirke Syv (bebyggelse, ejerlav)
- Kumlehuse (bebyggelse)
- Syv Holme (bebyggelse)
- Vester Syv (bebyggelse)
- Viby (bebyggelse, ejerlav)
- Viby Sjælland (station)
- Vibygård (ejerlav, landbrugsejendom)
- Øster Syv (bebyggelse, ejerlav)